# رانية بلكاهية
رانية بلكاهية (بالفرنسية: Rania Belkahia)‏ (مواليد سنة 1989، الدار البيضاء) هي رائدة أعمال مغربية فرنسية.

## مسيرتها
وُلدت سنة 1989 بالدار البيضاء، ثم انتقلت لفرنسا لتُكمل دراساتها العليا، من خلال ولوجها لمدرسة (Télécom ParisTech).
قامت بتدريب نهائي في شركة (Polyconseil) التابعة لمجموعة (Bolloré)، ثم عملت في مشروع لنشر الألياف البصرية بين مدينتي أبيدجان وبونا في ساحل العاج.
حصلت بعد ذلك على درجة الماجستير بالمدرسة العليا للتجارة بفرنسا.
في يناير 2014، شاركت في تأسيس منصة مخصصة لتحويل الأموال (Afrimarket). ·  ·  · 
حصلت على الجنسية الفرنسية في عام 2016، وأصبحت عضوًا في المجلس الوطني الرقمي الفرنسي.